# Dagny Servaes
Dagny Servaes (Berlino, 10 marzo 1894 – Vienna, 10 luglio 1961) è stata un'attrice tedesca.

## Filmografia parziale
- Theonis, la donna dei faraoni (Das Weib des Pharao), regia di Ernst Lubitsch (1922)
- Die Weber, regia di Frederic Zelnik (1927)
- La tabacchiera della generalessa (Die Töchter ihrer Exzellenz), regia di Reinhold Schünzel (1934)
- Rinuncia (Spiegel des Lebens), regia di Géza von Bolváry (1938)
- Preußische Liebesgeschichte, regia di Paul Martin (1938)
- Canzone immortale (Unsterblicher Walzer), regia di E.W. Emo (1939)
- Un caso sensazionale (Sensationsprozess Casilla), regia di Eduard von Borsody (1939)
- I masnadieri (Friedrich Schiller - Der Triumph eines Genies), regia di Herbert Maisch (1940)
- La città d'oro (Die goldene Stadt), regia di Veit Harlan (1942)
- I pagliacci, regia di Giuseppe Fatigati (1943)
- Eroica, regia di Walter Kolm-Veltée (1949)